# Licence (Suisse)
La licence est un ancien diplôme suisse de l'enseignement supérieur de deuxième cycle. La licence prenait place dans une formation de quatre années. En 2006, elle a été remplacée dans le cadre de la Réforme bachelier-master-doctorat du processus de Bologne par le master.
Ce titre faisait suite à la demi-licence ou certificat propédeutique, obtenue après une moyenne d'environ deux ans, mais qui n'est pas un grade universitaire final et reconnu dans le monde du travail. La licence suisse avait une valeur 240 crédits ECTS. La réussite du cycle Licence était un préalable pour suivre les études approfondies, DEA, cycle court en 1 an ou pour s'inscrire directement en doctorat (cycle long, minimum en 2 ans). En 2006, elle a été remplacée dans le cadre de la Réforme bachelier-master-doctorat du processus de Bologne par le master. En 2006, la Conférence universitaire suisse (CUS) a fait autorité en décidant que « Même sans certificat d'équivalence, les titulaires d'une licence ou d'un diplôme sont autorisés à porter le titre de master », tout en précisant que les deux termes n'auront pas le droit d'être portés simultanément, afin d'éviter que la réforme de Bologne ne soit une source de discrimination à l'égard des diplômés issus des "anciennes" filières d'études de licence et de diplôme.".